# Atletismo nos Jogos Pan-Americanos de 2007 - Salto com vara masculino
O salto com vara masculino foi um dos eventos do atletismo nos Jogos Pan-americanos de 2007, no Rio de Janeiro. A prova foi disputada no Estádio Olímpico João Havelange no dia 28 de julho com 11 atletas de 7 países.

## Medalhistas
| Ouro   | BRA Fábio Silva         |
| Prata  | MEX Giovanni Lanaro     |
| Bronze | ARG Germán Chiaraviglio |

## Recordes
Recordes mundiais e pan-americanos antes da disputa dos Jogos Pan-americanos de 2007.
| Tipo                             | Atleta         | Altura | Local         | Data                |
| -------------------------------- | -------------- | ------ | ------------- | ------------------- |
|                                  | Sergey Bubka   | 6,14 m | Sestriere     | 31 de julho de 1994 |
| Recorde dos Jogos Pan-Americanos | Patrick Manson | 5,75 m | Mar del Plata | 18 de março de 1995 |

## Resultados
No salto com vara o atleta pode tentar ultrapassar uma marca com até três saltos. Se falhar nas três tentativas é automaticamente eliminado.
- O: salto válido;
- XO: salto conquistado na segunda tentativa;
- XXO: salto conquistado na terceira tentativa;
- XXX: eliminado.

O atleta pode ainda abortar o salto em uma tentativa (-) e partir para a marca seguinte. Ainda é permitido abortar o salto uma vez já tentado ultrapassar uma marca, mas ao fazer isso o atleta queima as tentativas para a marca seguinte em uma ou duas chances.

### Final
A final do salto com vara masculino foi disputada em 28 de julho as 15:30 (UTC-3).
| Pos.              | Atleta              | País               | 4.90 | 5.05 | 5.20 | 5.30 | 5.40 | Result. |
| ----------------- | ------------------- | ------------------ | ---- | ---- | ---- | ---- | ---- | ------- |
| Medalha de ouro   | Fábio Silva         | BRA Brasil         | –    | –    | XO   | O    | XXO  | 5.40 m  |
| Medalha de prata  | Giovanni Lanaro     | MEX México         | –    | –    | XO   | XXO  | XXX  | 5.30 m  |
| Medalha de bronze | Germán Chiaraviglio | ARG Argentina      | –    | O    | O    | XX–  | X    | 5.20 m  |
| 4                 | Dominic Johnson     | LCA Santa Lúcia    | XXO  | –    | XXX  |      |      | 4.90 m  |
| —                 | Derek Miles         | USA Estados Unidos | –    | –    | XXX  |      |      | —       |
| —                 | Lazaro Borges       | CUB Cuba           | –    | XXX  |      |      |      | —       |
| —                 | Robison Pratt       | MEX México         | –    | XXX  |      |      |      | —       |
| —                 | Javier Benítez      | ARG Argentina      | XXX  |      |      |      |      | —       |
| —                 | José Francisco Nava | CHI Chile          | XXX  |      |      |      |      | —       |
| —                 | Jeremy Scott        | USA Estados Unidos | XXX  |      |      |      |      | —       |
| —                 | João Souza          | BRA Brasil         | XXX  |      |      |      |      | —       |